# Broken
A (Halo 5 néven is ismert) Broken egy 1992-ben megjelent Nine Inch Nails EP. A Broken az ötödik hivatalos Nine Inch Nails kiadvány. Habár ez egy EP, általában ezt tartják a zenekar második főbb kiadványának az első, Pretty Hate Machine c. albumot követően, mivel teljes egészében új anyagot tartalmaz. Ezt követte a szintén 1992-ben megjelent Fixed, a Broken dalainak remixeiből álló EP.

## Inspiráció: Konfliktus a TVT Records kiadóval
Az 1992 őszén, Trent Reznor és kiadója, a TVT Records közti súlyos konfliktusokkal teli időszakban megjelent Broken hatalmas elszakadás volt a Pretty Hate Machine albumtól. Trent Reznor nyilatkozatai szerint a debütáló albumot népszerűsítő hosszú, megterhelő turné koncertjei során a dalok agresszívabban szóltak, mint a stúdióban rögzítésük alatt. A színpadon gyakorivá váltak az erőszakos jelenetek, amint a bandatagok a felgyülemlett frusztrációjukat és dühüket a hangszereiken vezették le. Így aztán a Broken sokkal nyersebben szól a torzított gitárhangzás erőteljes jelenlétének köszönhetően.
Reznor egykori kiadójával való nézeteltérésének hatása a Broken album csomagolásából is egyértelműen kitűnik. Egy hosszú közreműködői lista után ez olvasható: "nincs köszönet: tudod te ki vagy", majd ezt követően: "a rabszolga azt hiszi, csak azért szabadítják ki a fogságból, hogy erősebb láncokat keressenek." Ezek a megjegyzések minden bizonnyal Steve Gottlieb felé irányultak a TVT Records kiadóból, aki nem egyezett bele, hogy Reznor kilépjen a szerződésből, ezzel jogi harcokat szítva a két fél között.

## Zenei szerkezet és témák
Ezen az EP-n hangosabb a keverés és több a torzítás minden hangszeren, mint az (egykor John Lennon tulajdonában lévő) klasszikus Mellotron MKIV esetében is, amely különösen a "Gave Up" c. számban hallható. A dalszövegek kevésbé jelentettek elszakadást; többnyire olyan témák állnak középpontban, mint a szorongás, az irányítás, és a függőséggel kapcsolatos küzdelmek. Az intenzitás foka azonban, amelyen ezek az érzések jelen vannak a Broken albumon, a hallócsatornák belsejében érezhetőek leginkább. Reznor úgy fogalmazott, azt akarta, hogy az album olyan legyen a hallgató számára, mint "egy ultragyors dózis a halálból", vagyis valami, "amitől egy kicsit viszket a füled".

## Kiadások
- TVT Records / Interscope Records / Atlantic Records 7 92213–2 – CD
- TVT Records / Interscope Records INTD-92213 – CD Újrakiadás

### Számlista
1. "Pinion" – 1:02
2. "Wish" – 3:46
3. "Last" – 4:44
4. "Help Me I Am In Hell" – 1:56
5. "Happiness in Slavery" – 5:21
6. "Gave Up" – 4:08
7. "Physical" – 5:29
8. "Suck" – 5:07

### Bónusz számok
A Broken eredetileg kihajtható digipak csomagolásban jelent meg, amelyben hat számot egy hagyományos CD tartalmazott, két további dalt ("Physical" és "Suck") pedig egy három inches mini-CD. 
Miután Reznor rájött, hogy néhány gátlástalan lemezbolt-tulajdonos leválasztotta a mini-CD-t és külön árulta, ezért a Brokent újra kiadták, ezúttal egy CD-ként, amelyen a bónusz felvételek 98-as és 99-es sorszámú "rejtett" számokként szerepelnek, illetve 7–97-ig minden szám két másodperces csendből áll.
A "Physical" egy Adam and the Ants dal feldolgozása, amelynek eredeti verziója "Physical (You're So)" címmel, a Kings of the Wild Frontier c. LP-n jelent meg. 1995-ben a Nine Inch Nails élőben is előadta a "Physical"t Adam Ant-tel, két egymást követő estén. Miután Trent bemutatta Adam Antet és Marco Pirronit a második estén, Adam Ant így szólt a közönséghez: "Jó a világ legjobb kibaszott bandájával a színpadon lenni."
A "Suck" eredetileg egy Pigface szerzemény, amelynek mindig változó felállása egykor Reznort is tartalmazta. Az eredeti verzió egy évvel korábban jelent meg a Pigface Gub c. albumán.

### Közreműködők
- Martin Atkins – dobok
- Trent Reznor – billentyűk, programozás, producer
- Chris Vrenna – dobok, programozás, beats, művész

## Videók
A "Gave Up" számára készült videóklipben a fiatal Marilyn Manson is gitározik, smink és kontaktlencsék nélkül. Ez a videó azelőtt készült, hogy Reznor a Nothing Records kiadóhoz szerződtette Mansont.
Az ellentmondásos Broken film az első 6 számhoz készült (a "Last" kivételével).

## Sajtóközlemény
A Brokenhez megjelent sajtóközlemény egy Reznortól származó jegyzetet tartalmaz. A jegyzetben a következő áll, az eredeti szövegformát megtartva:
a lemezkiadó

engedélye nélkül

hogy biztosítsák az Isteni Beavatkozás nélküli gennyedést

most békén hagynak, és engedik azt tennem, amit akarok

a Brokent nehéz volt megcsinálni

a Broken az életem egy ronda időszakában született ronda lemez

a Broken a nine inch nails: the becoming harmadik fázisa

érteni kezdem, hogy mindez miről is szól

és nem tetszik

Flood kezdte producerként, de én fejeztem be

nem tudom biztosan, miért

talán az vagyok, amit úgy néz ki mindenki gondol rólam♠

a nine inch nails még mindig nem igazi zenekar, igazi hangszereken játszó igazi emberekkel

nem lesz Broken turné

az új teljes hosszúságú lemezemen – The Downward Spiral – kezdek dolgozni, amelyet

remélem 1993 elejéig befejezek

néhányan eljönnek az útra, néhányan nem 

## Listák és díjak
- A lemez 7. helyezést ért el a Billboard 200 listán. A "Wish" c. szám, amelynek dalszövege tartalmazza az "ökölszex" ("fist fuck") kifejezést, Grammy-díjat nyert. Reznor később azzal viccelődött, hogy a sírfeliratán ez kellene hogy álljon: "REZNOR: Meghalt. Kimondta, hogy ’fist fuck’ és nyert egy Grammy-t."
- 1992.  "Happiness in Slavery"    Modern Rock Tracks      No. 13
- 1993.  "Wish"                    Modern Rock Tracks      No. 25